# ŠKM Liptovský Hrádok
ŠKM Liptovský Hrádok (celým názvem: Športový klub mesta Liptovský Hrádok) je slovenský fotbalový klub, který sídlí ve městě Liptovský Hrádok. Založen byl v roce 1958 pod názvem TJ Tesla Liptovský Hrádok. Od sezóny 2014/15 působí ve třetí fotbalové lize, sk. Střed.
Své domácí zápasy odehrává na stadionu pri Belej s kapacitou 1 950 diváků.

## Historické názvy
Zdroj: 
- 1958 – TJ Tesla Liptovský Hrádok (Telovýchovná jednota Tesla Liptovský Hrádok)
- FK Tesla Liptovský Hrádok (Futbalový klub Tesla Liptovský Hrádok)
- ŠKM Liptovský Hrádok (Športový klub mesta Liptovský Hrádok)

## Umístění v jednotlivých sezonách
Stručný přehled
Zdroj: 
- 1978–1979: Krajský přebor – sk. Střed
- 2012–2014: 5. liga SsFZ – sk. Sever
- 2014–: 3. liga – sk. Střed

Jednotlivé ročníky
Zdroj: 
Legenda: Z – zápasy, V – výhry, R – remízy, P – porážky, VG – vstřelené góly, OG – obdržené góly, +/− – rozdíl skóre, B – body, červené podbarvení – sestup, zelené podbarvení – postup, fialové podbarvení – reorganizace, změna skupiny či soutěže
| Československo (1978–1993) |                            |        |    |    |   |    |    |    |     |    |        |
| Sezóny                     | Liga                       | Úroveň | Z  | V  | R | P  | VG | OG | +/− | B  | Pozice |
| 1978/79                    | Krajský přebor – sk. Střed | 4      | 26 | 5  | 7 | 14 | 30 | 64 | −34 | 17 | 14.    |
| …                          |                            |        |    |    |   |    |    |    |     |    |        |
| Slovensko (1993–)          |                            |        |    |    |   |    |    |    |     |    |        |
| Sezóny                     | Liga                       | Úroveň | Z  | V  | R | P  | VG | OG | +/− | B  | Pozice |
| …                          |                            |        |    |    |   |    |    |    |     |    |        |
| 2012/13                    | 5. liga SsFZ – sk. Sever   | 5      | 24 | 17 | 3 | 4  | 57 | 21 | +36 | 54 | 2.     |
| 2013/14                    | 5. liga SsFZ – sk. Sever   | 5      | 24 | 16 | 2 | 6  | 52 | 26 | +26 | 50 | 1.     |
| 2014/15                    | 3. liga – sk. Střed        | 3      | 28 | 13 | 2 | 13 | 48 | 52 | +6  | 41 | 7.     |
| 2015/16                    | 3. liga – sk. Střed        | 3      | 30 | 19 | 3 | 8  | 62 | 25 | +37 | 60 | 3.     |
| 2016/17                    | 3. liga – sk. Střed        | 3      | 28 | 24 | 2 | 2  | 87 | 17 | +70 | 74 | 1.     |
| 2017/18                    | 3. liga – sk. Střed        | 3      | 30 |    |   |    |    |    |     |    |        |